# Leirufjörður

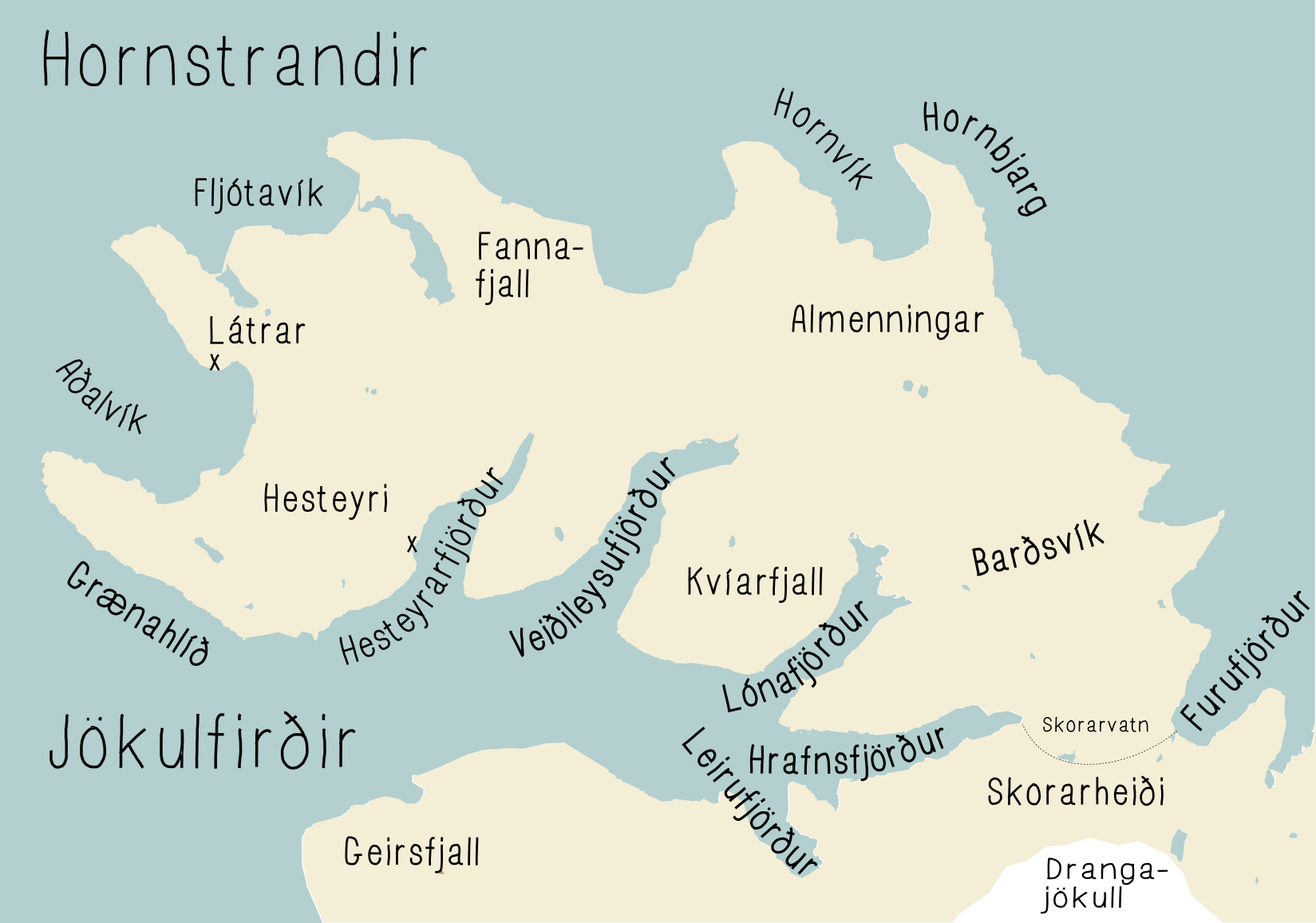
Mappa dei Jökulfirðir

Il Leirufjörður (in lingua islandese: Fiordo del limo) è un fiordo situato nella regione dei Vestfirðir, i fiordi occidentali dell'Islanda.

## Descrizione
Il Leirufjörður è il più piccolo e il più meridionale dei Jökulfirðir, un gruppo di cinque fiordi situati sulla sponda settentrionale del grande fiordo Ísafjarðardjúp. Il fiordo si estende per 4 km nell'entroterra e si trova circa 5 km a sud-ovest del ghiacciaio Drangajökull.
Prende il nome dai depositi di limo del fiume glaciale Jökulá, che sfocia nel fiordo.

## Jökulfirðir
Gli altri quattro fiordi che formano i Jökulfirðir, sono:
- Hesteyrarfjörður (fiordo di Hesteyri)
- Veiðileysufjörður (fiordo senza pesca)
- Lónafjörður (fiordo della laguna)
- Hrafnsfjörður (fiordo del corvo)

## Insediamenti
Oggi non ci sono più case abitate in modo permanente nel Hrafnsfjörður, che non è accessibile tramite collegamenti stradali, come nel caso degli altri quattro fiordi del Jökulfirðir.
Ci sono tre cottage a Leirufjörður, tra cui Hvammur che è di proprietà dei fratelli Lydía, Einar e Albert. Anche le figlie Lydía, Iðunn e Lydía Hrönn trascorrono spesso le loro estati lì.

## Accesso
Non c'è nessun collegamento stradale che permetta di accedere al Lónafjörður e agli altri quattro fiordi del Jökulfirðir, che però possono essere raggiunti tramite imbarcazione da Ísafjörður, Bolungarvík e Súðavík.